# Colin Seeley
Colin Jordan Seeley (Crayford (Kent), 2 januari 1936 – 7 januari 2020) was een Engelse verkoper van motorfietsen die later een succesvolle motorcoureur, motorfietsontwerper en -bouwer werd. In 1992 was hij betrokken bij het Norton Rotary raceteam.

## Jonge jaren
Colin Seeley werd in 1936 geboren in Crayford (Groot-Londen). Op zijn veertiende ging hij van school en nadat hij op zijn zestiende zijn motorrijbewijs had gehaald begon hij te rijden met de Vincent Rapide van zijn vader Percy. Hij ging werken bij Hartcourt Motorcycles en maakte kennis met Bernie Ecclestone, die toen nog in gebruikte motorfietsen en onderdelen handelde in Bexleyheath. Seeley ging daarna naar de motorfietsenafdeling van Halfords, ook in Bexleyheath. Later werkte hij als monteur voor een rijschool, waar hij tevens auto leerde rijden. Daarna werkte hij bij de Schwieso Brothers-motorzaak waar hij aan verschillende motormerken kon werken. Maar hij repareerde ook motorfietsen in zijn vrije tijd, in een schuur bij zijn ouders, waarbij hij de onderdelen in zijn slaapkamer opsloeg. 

## Eigen zaak
Nadat hij in 1954 was afgekeurd voor zijn dienstplicht huurde hij een deel van de "Old Forge", een garage in Belvedere (Londen) om zijn eigen motorzaak te beginnen. Hij gebruikte een Matchless V-twin met zijspan om de motorfietsen te vervoeren. In 1956 opende hij samen met zijn vader een motorzaak aan Nuxley Road, onder de naam "C.J.Seeley (Sales) Ltd., Motorcycle Specialist". De Old Forge bleef in gebruik als werkplaats. Omdat het moeilijk was een officieel dealerschap te verkrijgen begonnen vader en zoon als subdealer voor Zündapp, NSU en Moto Rumi, maar ze verkochten ook fietsen, kleding en accessoires. Later werden ze hoofddealer van AJS, Ariel, BMW, Francis-Barnett, Greeves en Matchless. In 1958 openden ze een tweede showroom aan Nuxley Road voor de verkoop en montage van zijspannen. 
Op zijn veertiende fietste Colin Seeley regelmatig naar het circuit van Brands Hatch, dat aanvankelijk een grasbaanracebaan was, maar dat nu was geasfalteerd. Seeley was vooral geïmponeerd door Ted Davis met zijn Vincent-zijspancombinatie. In 1954 racete Colin voor het eerst zelf op Brands Hatch met een geleende 500cc-BSA Star Twin. In de 1uurs-race legde hij 42 ronden af. Door zijn werk kon hij pas in 1957 weer aan wedstrijden gaan deelnemen. Met een verbouwde Triumph Trophy reed hij motorcrosses, grasbaanraces, heuvelklimwedstrijden en de Ramsgate-motorsprint. In 1958 was hij dealer van AJS en hij kocht een ex-fabrieks-AJS Model 16MCS-crossmotor, waar hij niet tevreden over was. Toen hij ook Greeves-agent was benaderde hij die fabriek voor steun en hij reed van 1958 tot 1960 crosses met Greeves. 

## Zijspanrace
| Colin Seeley racete in WK-races uitsluitend met 500cc-motoren als de Norton Manx, de Matchless G50 en de BMW RS 54, maar in Britse races waren ook zwaardere motoren toegestaan. Daarvoor gebruikte hij de 650cc-tweecilinders van de Matchless G12 CSR en door Paul Dunstall getunede Norton Dominator 650 |

| Norton Manx-Watsonian zijspancombinatie                                                                            |
| De Norton 30M Manx was sterk, maar ook verouderd en sinds 1955 niet meer doorontwikkeld                            |
| De Matchless G50-motor was feitelijk een grotere versie van de 350cc-AJS 7R en niet eerder gebruikt in een zijspan |

### 1960: Norton Manx/Watsonian
In 1960 besloten Colin Seeley en zijn vriend en werknemer Wally Rawlings om te gaan zijspanracen. Ze kochten een ex-Eric Oliver Norton Manx met Watsonian-zijspan. In april 1960 reden ze hun eerste race op Snetterton, maar ze kregen van de Auto-Cycle Union pas weer toestemming om te rijden op Charterhall in Schotland, 400 mijl van huis. Ook de Norton viel tegen. De motor was te oud en versleten om nog mee te racen. Oliver had er in het seizoen 1952 voor het laatst mee gereden. 

### 1961: Matchless G50/Canterbury
In 1961 wist Seeley Associated Motor Cycles (eigenaar van o.a. AJS en Matchless) hem een fabrieks-Matchless G50 te geven. Dat was een vreemde stap: met de G50-motor werd niet met zijspannen geracet, dat gebeurde vrijwel alleen met BMW en Norton. Seeley monteerde een Canterbury-racezijspan waarvan hij dealer was. Hij verlaagde het frame, verkorte de voorvork en monteerde 16 inch-wielen en werd samen met Rawlings zesde in de Sidecar TT van 1961, waardoor hij ook zijn eerste WK-punt scoorde. 

### 1962: Matchless G50/Watsonian
In 1962 verving Seeley het Canterbury-zijspan door een meer gebruikelijk span van Watsonian. In de Sidecar TT haalde hij met Rawlings zelfs het podium: ze werden derde, nadat de favoriete BMW-combinaties Florian Camathias/Horst Burkhardt en Max Deubel/Emil Hörner waren uitgevallen. Seeley en Rawlings werden in dit jaar ook Brits zijspankampioen.

### 1963: Matchless G50/Watsonian
In het WK-seizoen 1962 waren Seeley/Rawlings en Chris Vincent/Eric Bliss (BSA DBD34GS Gold Star) de enige coureurs die nog punten konden scoren met andere motoren dan die van BMW. Meer vermogen kon Seeley niet uit zijn Matchless halen, hij probeerde de concurrentie bij te houden door zo veel mogelijk gewicht te besparen. Zijn Matchless was betrouwbaar en voorzien van een Schaftleitner-zesversnellingsbak. In het seizoen 1963 was de grens echter bereikt, terwijl de BMW RS 54 nog steeds door de fabriek werd doorontwikkeld of werd getuned door technische geniën als Otto Kölle en Helmut Fath. Seeley/Rawlings scoorden zesde plaatsen in de Spaanse GP en de Sidecar TT en sloten het seizoen als tiende in de WK-stand af.

### 1964: FCS/Steib
Colin Seeley was onder andere bevriend met Phil Read en Florian Camathias. Read had in het seizoen 1963 veel succes gehad bij het Scuderia Duke-team van Geoff Duke, waar Read zes jaar oude Gilera 500 4C-motoren had gebruikt in de 500cc-klasse. John Hartle had met een dergelijke machine de TT van Assen gewonnen en Hartle en Read waren als derde en vierde in de WK-stand geëindigd. Nadat het Scuderia-Duke-experiment was afgesloten stelde Read aan Seeley voor om een Gilera-viercilinder in zijn zijspancombinatie te monteren. Seeley zou naar de fabriek in Arcore gaan, maar de echtgenote van Camathias was hem voor. Zij sprak Italiaans en wist de motor voor haar man te reserveren. Camathias, die in bezit was van een door Helmut Fath getunede BMW, die intussen FCS (Fath Camathias Special) heette, toonde zich een goede vriend en leende zijn combinatie uit aan Seeley. Voor Camathias leek dit goed uit te pakken toen hij de Spaanse GP won, waaraan Seeley niet deelnam. Daarna blies Camathias diverse blokken op en zijn seizoen draaide op een mislukking uit. Na Spanje scoorde hij geen punten meer. Seeley daarentegen genoot met volle teugen van zijn FCS. Hij werd tweede in de Sidecar TT en won de TT van Assen. Hij eindigde als derde in de WK-stand, Camathias werd slechts zevende.

### 1965: BMW RS 54/Steib
| De BMW RS 54-motor dateerde van 1954, maar werd nog steeds doorontwikkeld.                                                        |
| BMW RS 54 |
| Colin Seeley/Wally Rawlings voor Georg Auerbacher/Peter Rykers en Heinz Luthringshauser/Hermann Hahn tijdens de Asser TT van 1965 |

Na het teleurstellende seizoen met de Gilera was het logisch dat Florian Camathias zijn FCS terugeiste. Colin Seeley besloot zelf een BMW RS 54 aan te schaffen. Maar zonder steun van de fabriek was dat erg moeilijk. Om vervangende onderdelen te krijgen moest hij de oude of defecte onderdelen inleveren in München. De resultaten waren dan ook teleurstellend. Seeley/Rawlings scoorden een derde plaats in de TT van Assen nadat Camathias en Max Deubel waren uitgevallen en eindigden het seizoen als elfde. In dit jaar scoorde Seeley zijn beste resultaten met zijn Norton Dominator 650, getuned door en eigendom van Paul Dunstall. 
Na het seizoen reden zowel Camathias als Seeley nog een race op Brands Hatch. Daarbij crashte Camathias waarbij hij overleed. Seeley werd gevraagd het wrak van zijn combinatie te onderzoeken en constateerde dat de voorvork was gebroken door te dunne lasnaden. Seeley had Camathias in Spanje nog geholpen bij de reparatie van die voorvork en wist dat Camathias geen goede lasser was. Colin Seeley was aanwezig bij een herdenkingsdienst in Montreux.

### 1966: BMW RS 54/Steib
In het seizoen 1966 ging het veel beter, vooral omdat Seeley een blok kreeg uit de erfenis van zijn vriend Florian Camathias. Door een derde plaats in de Duitse GP, een tweede plaats in de Franse GP en vijfde plaatsen in de Belgische GP en de Sidecar TT eindigden ze het seizoen als derde. 

### 1967: BMW RS 54/Steib
In het seizoen 1967 had Seeley een nieuwe bakkenist: Ray Lindsay. Lindsay was min of meer een "gelegenheidspassagier", die vanaf 1961 elk jaar een andere coureur had gediend. Seeley reed ook geen volledig seizoen: hij nam alleen deel aan de Spaanse GP, waar hij uitviel, en de Sidecar TT, waar hij derde werd. Hij sloot het seizoen af als negende. Dat hij zo weinig uitkwam in races kwam waarschijnlijk omdat hij erg druk was met zijn Seeley-motorfietsen. Na het seizoen 1967 racete hij niet meer. 

## The Joan Seeley Pain Relief Memorial Trust
In 1976 werd bij Seeleys eerste vrouw Joan kanker vastgesteld, die uiteindelijk terminaal bleek te zijn. Ter nagedachtenis aan haar richtte Seeley een kleine liefdadigheidsinstelling op met de naam "The Joan Seeley Pain Relief Memorial Trust". Oorspronkelijk werd deze liefdadigheidsinstelling beheerd door een klein team van bewindvoerders die overleden of met pensioen gingen. Later runden Seeley en zijn tweede vrouw Eva de liefdadigheidsinstelling, waarvan al het opgehaalde geld werd geïnvesteerd in apparatuur voor ziekenhuisfaciliteiten. Voormalige beschermheren zijn onder meer Murray Walker en Mike Hailwood, die na zijn dood in 1981 werd opgevolgd door zijn weduwe Pauline.

## Seeley-motorfietsen
Vanaf 1966 begon Colin Seeley met de bouw van zijn eigen frames. Hij bouwde die aanvankelijk voor en in samenwerking met Associated Motor Cycles voor de 350cc-AJS 7R en de vergelijkbare 500cc-Matchless G50. Na het faillissement van AMC nam hij de 7R-, G50 en Norton Manx-onderdelen van AMC over. De Norton-onderdelen verkocht hij door aan John Tickle en met de AJS- en Matchless-onderdelen bouwde hij onder eigen naam de Seeley 7R en de Seeley G50. In 1967 bouwde Seeley het frame voor de 500cc-URS-racer van Helmut Fath. 
In 1970 bouwde Seeley op verzoek van de Amerikaan Dave Ross een straatversie van de G50, met een teruggetuned motorblok, een kickstarter en verlichting. Deze Seeley Condor had voor een 500cc-eencilinder een opmerkelijk hoge topsnelheid van 195 km/uur, maar was met zijn 1.000 pond de duurste Britse productiemotor en er werden slechts zes exemplaren gebouwd. De uitlaat was ontwikkeld door dr. Gordon Blair van de Queen's Universiteit van Belfast. In 1972 nam Blair contact op met Seeley om een door hem en Ray McCullough ontwikkelde tweetaktmotor van een frame te voorzien. De machine werd gereden in de North West 200 door Brian Steenson, een goed coureur maar ook medewerker van de universiteit.
Seeley bouwde intussen ook aftermarket-frames voor de Triumph Trident, de Norton Commando en andere motorfietsen.

### Japanse motorfietsen
Toen de Honda CB 750 Four op de markt kwam werd die al snel gevolgd door andere snelle Japanse motorfietsen, zoals de Kawasaki Z 1 900 en de Suzuki GS 750. Deze machines waren betaalbaar, betrouwbaar en snel, maar hun stuurkwaliteiten waren beneden het niveau van voornamelijk Italiaanse motorfietsen van Ducati en Moto Guzzi. Klanten die wat extra geld te besteden hadden losten dit op door frames van specialisten te monteren: Métisse, Martin, Bakker en Seeley. Seeley was in 1971 een project met Bernie Ecclestone's Motor Racing Developments (Brabham) aangegaan om de productie van zijn frames te bekostigen. Dat was nodig omdat de 500cc-Matchless G50 begon te verouderen en privérijders kozen voor opgevoerde Japanse straatmotoren om mee te racen. Seeley sloot zijn fabriek in 1973. Daarmee was zijn framebouwcarrière echter nog niet voorbij. In 1975 kreeg hij een verzoek van Honda om een aantal frames te bouwen voor de CB 750 Four. Het werd een succes en Honda vroeg hem om 150 Honda CB 750 F2's om te bouwen tot replica's van de machine waarmee Phil Read de Formula One TT van 1977 had gewonnen. Een ander project met frames voor trialmotoren met het eencilinderblok van de Honda TL 200 werd na 300 exemplaren afgebroken omdat het een financiële strop opleverde. 

## Wereldkampioenschap wegrace resultaten
(races in cursief geven de snelste ronde aan, punten (tussen haakjes) zijn inclusief streepresultaten)
| Jaar | Klasse  | Bakkenist      | Team  | Motorfiets                      | 1       | 2      | 3       | 4       | 5      | 6      | 7     | 8     | Punten  | Plaats | Wereldkampioen                                             |
| ---- | ------- | -------------- | ----- | ------------------------------- | ------- | ------ | ------- | ------- | ------ | ------ | ----- | ----- | ------- | ------ | ---------------------------------------------------------- |
| 1961 | Zijspan | Wally Rawlings | Privé | Seeley-Matchless G50/Canterbury | SPA -   | DUI -  | FRA -   | IOM 6e  | NED -  | BEL -  |       |       | 1       | 16e    | Max Deubel/ Emil Hörner, BMW RS 54/Steib                   |
| 1962 | Zijspan | Wally Rawlings | Privé | Seeley-Matchless G50/Watsonian  | SPA -   | FRA -  | IOM 3e  | NED -   | BEL -  | DUI -  |       |       | 4       | 9e     | Max Deubel/ Emil Hörner, BMW RS 54/Steib                   |
| 1963 | Zijspan | Wally Rawlings | Privé | Seeley-Matchless G50/Watsonian  | SPA 6e  | DUI -  | FRA DNS | IOM 6e  | NED -  | BEL -  |       |       | 2       | 10e    | Max Deubel/ Emil Hörner/ Barry Dungsworth, BMW RS 54/Steib |
| 1964 | Zijspan | Wally Rawlings | Privé | FCS-B/Steib                     | SPA -   | FRA 4e | IOM 2e  | NED 1e  | BEL -  | DUI -  |       |       | 17      | 3e     | Max Deubel/ Emil Hörner/ Barry Dungsworth, BMW RS 54/Steib |
| 1965 | Zijspan | Wally Rawlings | Privé | BMW RS 54/Steib                 | DUI -   | SPA -  | FRA 6e  | IOM DNF | NED 3e | BEL 6e | NAT - |       | 6       | 11e    | Fritz Scheidegger/ John Robinson, BMW RS 54/Steib          |
| 1966 | Zijspan | Wally Rawlings | Privé | BMW RS 54/Steib                 | DUI 3e  | FRA 2e | NED DNF | BEL 5e  | IOM 5e |        |       |       | 12 (14) | 3e     | Fritz Scheidegger/ John Robinson, BMW RS 54/Steib          |
| 1967 | Zijspan | Ray Lindsay    | Privé | BMW RS 54/Steib                 | SPA DNF | DUI -  | FRA -   | IOM 3e  | NED -  | BEL -  | FIN - | NAT - | 4       | 9e     | Klaus Enders/ Ralf Engelhardt, BMW RS 54/Steib             |